# La vita in versi
La vita in versi è la prima raccolta poetica di Giovanni Giudici, pubblicata nel 1965 per Mondadori.

## Storia editoriale
Il manoscritto iniziale venne consegnato a Vittorio Sereni, direttore editoriale presso Mondadori, per tramite di Marco Forti, direttore della collana mondadoriana "Lo Specchio", il 13 novembre 1962 con il titolo provvisorio La doppia verità. Questa prima stesura vede la raccolta divisa in due parti: la prima include una selezione delle precedenti plaquette La stazione di Pisa e L'intelligenza col nemico; la seconda il gruppo di liriche Se sia opportuno trasferirsi in campagna (comprese quelle che erano state escluse dalla prima redazione per Il Menabò n. 4), una sezione inedita intitolata In pubblico e in privato e le Quindici stanze per un setter dedicate a Lorenzo Sbragi. La raccolta fu oggetto di una doppia lettura editoriale, da parte di Giovanni Raboni (7 gennaio 1963) e di Sergio Solmi (8 luglio 1963), che seppur positive evidenziano alcuni limiti riguardo alle poesie delle prime raccolte e di conseguenza ne suggeriscono modifiche e tagli.
Successivamente furono integrate alcune liriche, inviate a Sereni il 25 marzo 1963, che andranno a formare L'educazione cattolica (che nel frattempo sarà pubblicata autonomamente per Scheiwiller).
Il titolo La vita in versi venne deciso nell'ottobre 1963, ispirato da una conversazione con Mario Picchi.
Il 30 settembre 1963 Sereni comunica a Giudici l'imminente invio del contratto per il libro (che sarà firmato il 17 ottobre), suggerendo ulteriori tagli e sistemazioni.
Nel corso del 1964 e fino al gennaio 1965 Giudici continua a spedire nuove liriche che arricchiranno l'edizione definitiva. La vita in versi esce nel maggio 1965 (lo stesso anno della raccolta sereniana Gli strumenti umani e di Congedo del viaggiatore cerimonioso & altre prosopopee di Giorgio Caproni) all'interno de "Lo Specchio", segnando a 40 anni l'esordio ufficiale dell'autore. 
Nel 1980 esce una seconda edizione, sempre per Lo Specchio Mondadori, con un'appendice aggiuntiva contenente Tre frammenti di un inedito datati 1958.

## Tematiche
La raccolta pone al centro delle sue tematiche le vicende esistenziali, largamente autobiografiche, di un soggetto piccolo-borghese e delle «impiegatizie frustrazioni» che segnano l'individuo del dopoguerra nell'Italia del boom economico; questa condizione prende a tema la città di Milano, nella quale si era trasferito in seguito al suo lavoro presso l'Olivetti, e una dimensione condominiale e domestica pre-sessantottina. Esplora inoltre il tema religioso, rivissuto attraverso le imposizioni dell'educazione cattolica ricevuta nel collegio romano dove il padre lo mandò a studiare da ragazzo, e la sua divisione tra la fede cattolica e l'ideologia marxista.

## Stile
La lingua utilizzata nella raccolta, segnata da un tono ironico e autoironico, attinge a lessico e morfosintassi del parlato, in un avvicinamento di orale e scritto, forestierismi e termini settoriali, ma anche tratti più alti, burocratici o letterari.

## Struttura dell'opera
La raccolta consta di tre sezioni senza titolo, le Quindici stanze per un setter, la sezione L'educazione cattolica e un'ultima sezione non titolata.
- Sperimentale
- L'intelligenza col nemico
- Lasciando un luogo di residenza
- L'incursione sulla caserma
- Il ventre della lucertola
- La caduta del ciclista
- Versi in una domenica di Pentecoste e di elezioni
- Dal suo punto di vista
- Anch'io
- Versi per un interlocutore

- Epigramma romano
- Tanto giovane
- Nel pomeriggio
- I vecchi
- Imposture
- Autocritica
- Mi chiedi cosa vuol dire
- Tempo libero
- Una casa a Milano
- Tornando a Roma
- Il benessere
- Se sia opportuno trasferirsi in campagna

- Dal cuore del miracolo
- Il socialismo non è inevitabile
- Quando piega al termine
- Guarderò indietro
- Come un errore
- Del rendersi utili
- Con lei
- Giustizia per Rebecca Lèvanto
- Cambiare ditta
- Con tutta semplicità
- Una sera come tante
- Le ore migliori

Quindici stanze per un setter
L'educazione cattolica
- [Nelle sole parole che ricordo]
- [La ragazzetta che voleva mostrarmi una cosa]
- Il catechismo illustrato
- [Come quando nella piazza allagata]
- L'avíco
- Piazza Saint-Bon
- [Vivranno per sempre?]
- La resurrezione della carne
- Ruber
- La persecuzione razziale
- [Arrivò sulla spiaggia con un sandolino]
- [Governoladro ioboia più spesso con tutta la D]
- [Trotzki lattaio in maglia di flanella]
- [Non esattamente sbattendo la porta – ma]
- Postuma
- Il profilo
- [Il ballo con la giovane sovietica]
- [Il presente a te sacrificato]

- Mimesi
- Viani, sociologia del calcio
- Les aides au camping
- Birth-control
- Le giornate bianche
- La mia compagna di lavoro
- Il tempo che non volevo
- Amore rivisitato
- Port-Royal
- La vita in versi
- L'assideramento
- Roma, in quel niente
- Finis fabulae
- Tre frammenti di un inedito[17]

## Edizioni
- Giovanni Giudici, La vita in versi, collana Lo Specchio, Milano, Mondadori, 1965, ISBN non esistente.
- Giovanni Giudici, La vita in versi, collana Lo Specchio, Milano, Mondadori, 1980, ISBN non esistente.
- Giovanni Giudici, La vita in versi, collana Per l'alto mare aperto, Milano, Scalpendi, 2021, ISBN 9791259550477.